# Liparetrus villosus
Liparetrus villosus är en skalbaggsart som beskrevs av Britton 1980. Liparetrus villosus ingår i släktet Liparetrus och familjen Melolonthidae. Inga underarter finns listade i Catalogue of Life.